# سید یحیی مروستی ندامانی
سید یحیی مروستی ندامانی ملقب به ناصرالاسلام نماینده رشت در دوره دوم و نماینده فومن در دوره های سوم و پنجم مجلس شورای ملی بود.

## زندگی
او در سال ۱۲۹۲ هجری قمری به دنیا آمد و پس از اتمام تحصیلات دینی در کسوت روحانیت وارد و از همان اوان وارد فعالیت‌های مشروطه خواهی شد. در دوره استبداد صغیر محمدعلی شاهی به عضویت کمیته ستار درآمد که هدف از تشکیل آن اعاده مشروطیت بود. پس از پیروزی مشروطه خواهان و فتح تهران در سال ۱۲۸۸ خورشیدی ناصرالاسلام ندامانی به نمایندگی رشت در دوره دوم مجلس شورای ملی انتخاب شد ولی پس از اولتیماتوم دولت روس، به همراه جمعی دیگر از جمله میرزا کریم خان رشتی به یزد تبعید شد.
در سال ۱۲۹۳ (۱۳۳۲ قمری) شروع به انتشار مجله "شوری" کرد و در همان سال به نمایندگی فومن در دوره سوم مجلس شورای ملی برگزیده شد. بار دیگر در سال ۱۳۰۲ از فومن به نمایندگی دوره پنجم انتخاب شد و رأی به انقراض قاجاریه و تأسیس سلطنت پهلوی داد.
ناصرالاسلام در سال ۱۳۰۸ ه.ش در سن ۵۵ سالگی بدرود حیات گفت و در مقبره خانوادگی خاندان اکبر واقع در گورستان ابن بابویه تهران به خاک سپرده شد .

## منبع
۱- نمایندگان گیلان در مجالس قانونگذاری، هومن یوسفدهی، مجله گیله وا، ش ۶۴، ص ۳۴ .